# Wywierzysko Chochołowskie
Wywierzysko Chochołowskie lub Wielkie Chochołowskie Wywierzysko, także Chochołowskie Źródło lub Wielkie Chochołowskie Źródło – duże wywierzysko w Dolinie Chochołowskiej w Tatrach Zachodnich. Znajduje się na odcinku pomiędzy polaną Huciska a Polaną pod Jaworki, po wschodniej stronie drogi, ok. 30 m od Skały Kmietowicza. Prowadzi do niego krótka (1 min) ścieżka.
Wywierzysko znajduje się na wysokości 988 m n.p.m. Zasilane jest częściowo przez wody Chochołowskiego Potoku, którego część wody ok. 1,5 km powyżej, przy Wyżniej Bramie Chochołowskiej zanika w ponorach i płynąc podziemnymi szczelinami tutaj właśnie wypływa. Część wód pochodzi z krasowego systemu jaskiń powyżej jaskini Szczelina Chochołowska. Według przeprowadzonych pomiarów barwienia tych wód stwierdzono, że na pokonanie ponadkilometrowego podziemnego odcinka wodzie potrzeba ok. 40 h. Temperatura wody waha się w niewielkich granicach od 5–6,3 °C. Źródło ma postać płytkiego stawku (ok. 1,5 m), znajdującego się tuż u podnóża stromego stoku. Ogrodzone jest żerdkami. Dawniej stawek był głębszy, górale jednak spłycili go, wrzucając do niego kamienie i kłody drzewa, chcąc w ten sposób zapobiec topieniu się w nim bydła.
Dawniej błędnie uważano, że Wywierzysko Chochołowskie jest źródłem Czarnego Dunajca.
Po drugiej stronie Chochołowskiego Potoku istnieje drugie wywierzysko – Małe Chochołowskie Wywierzysko.

## Szlaki turystyczne
do wywierzyska prowadzi krótka ścieżka, odłączająca się od zielonego szlaku z Siwej Polany przez Huciska na Polanę Chochołowską. Czas przejścia z parkingu na Siwej Polanie do schroniska na Polanie Chochołowskiej: 2:10 h, ↓ 1:45 h.